# Enrico Bertaggia

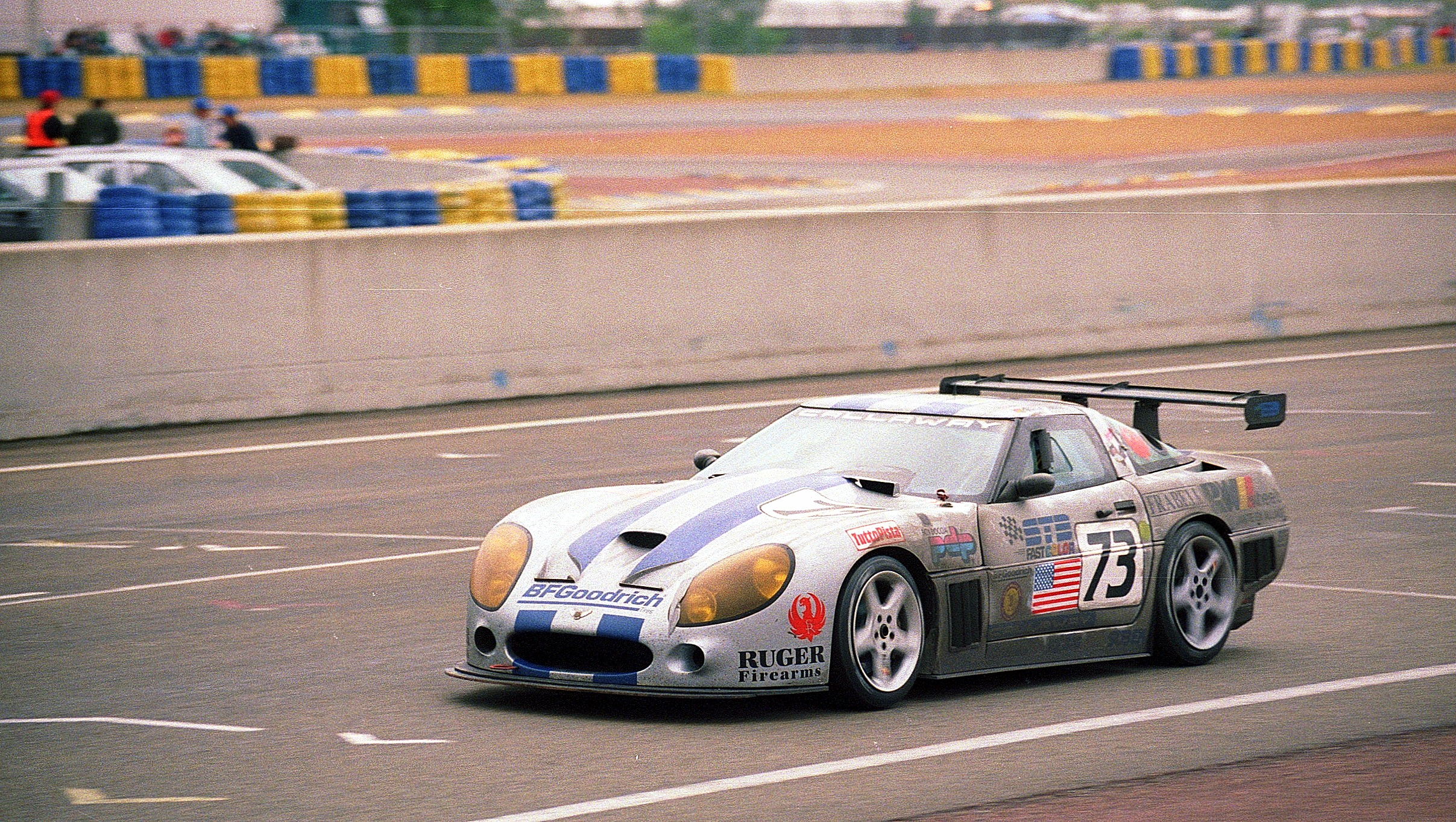
Der Callaway Corvette Supernatural von Frank Jelinski, Johnny Unser und Enrico Bertaggia beim 24-Stunden-Rennen von Le Mans 1995

Enrico Agostino Bertaggia (* 19. September 1964 in Noale) ist ein ehemaliger italienischer Automobilrennfahrer, der in den 1980er und 1990er Jahren an Rennen in der Formel 3 und der Formel 3000 teilnahm. Versuche, sich zu einem Formel-1-Rennen zu qualifizieren, blieben erfolglos. Bertaggia gilt als der einzige Pilot, der bei allen Qualifikationsversuchen in der Formel 1 jeweils die langsamste Qualifikationszeit erreichte. In den 1990er Jahren fuhr Bertaggia vornehmlich Sportwagenrennen.

## Erfolge in kleineren Rennserien
Nach einigen Jahren im Kart-Sport nahm Bertaggia zwischen 1985 und 1987 an der italienischen Formel-3-Meisterschaft teil. 1985 fuhr er für das Team Erre 3, 1986 für Venturini Racing und 1987 für Forti Corse. Im dritten Jahr gewann er für Forti die italienische Formel-3-Meisterschaft.
1988 wechselte Bertaggia zu Fortis Formel-3000-Team. Hier fuhr er einen Dallara 3087, der bereits im Vorjahr von Euroventurini eingesetzt und von dem Team BMS Scuderia Italia anlässlich des Großen Preises von Brasilien 1988 zu einem Formel-1-Rennen gemeldet worden war. Bei elf Versuchen qualifizierte sich Bertaggia mit dem als problematisch angesehenen Auto fünfmal, kam aber nur zweimal (jeweils außerhalb der Punkteränge) ins Ziel.
1989 meldete sich Bertaggia zum ersten Saisonrennen für das Team Lola Motorsport, das einen March 89B mit Judd-Motor einsetzte. Bertaggia konnte sich nicht qualifizieren. Für die drei anschließenden Rennen wechselte er zum Team Cowman Racing, für das er einen Lola T89/50 mit Cosworth-Motor fuhr. Er qualifizierte sich nur einmal – zum Rennen in Jerez –; hier kam er als 19. ins Ziel. Nach diesem Rennen gab Bertaggia seine Versuche, in der Formel 3000 Fuß zu fassen, zunächst auf und engagierte sich vorübergehend in der Formel 1. Nachdem diese Bemühungen gescheitert waren, fuhr Bertaggia 1990 und 1991 regelmäßig Rennen in der japanischen Formel-3000-Meisterschaft.

## Formel 1

### Coloni
Im September 1989 erhielt Bertaggia ein Formel-1-Cockpit bei dem italienischen Rennstall Coloni. Das kleine Team aus Umbrien litt während der gesamten Formel-1-Saison 1989 unter wirtschaftlichen Schwierigkeiten und stand nach den Sommerrennen kurz vor der Schließung. Bertaggia konnte sich mit einem Sponsorenpaket in das Team einkaufen und ersetzte dort für die letzten sechs Rennen des Jahres den Franzosen Pierre-Henri Raphanel. Bei seinem ersten Einsatz für Coloni gelang es ihm nicht, mit dem neuen und kaum erprobten Coloni C3 eine gezeitete Runde zurückzulegen; bei den fünf weiteren Großen Preisen war er jeweils mit deutlichem Abstand Letzter der Vorqualifikation und nahm daher an keinem Formel-1-Rennen teil.

### Andrea Moda Formula
Zu Beginn der Formel-1-Saison 1992 wurde Bertaggia zusammen mit Alex Caffi von dem italienischen Team Andrea Moda Formula gemeldet, das in mancher Hinsicht als Nachfolger Colonis anzusehen war. Andrea Moda meldete für das erste Rennen der Saison, den Großen Preis von Südafrika, einen Coloni C4B, ein Fahrzeug, das eine Verbindung aus dem Coloni C4 und dem Dallara 191 darstellte. Caffi fuhr den C4B bei einer sogenannten Aklimatisierungsveranstaltung, die einen Tag vor der Vorqualifikation abgehalten wurde. Nach einigen Runden fiel der C4B mit technischem Defekt aus. Bevor Bertaggia eine Runde mit dem C4B fahren konnte, wurde Andrea Moda Formula von der Teilnahme am Rennen ausgeschlossen. Am folgenden Rennen in Mexiko nahm das Team nicht teil. Für die anschließenden Rennen, bei denen Andrea Moda ein gänzlich neues Auto an den Start brachte, benannte das Team mit Roberto Moreno und Perry McCarthy zwei neue Fahrer. Zwar versuchte der Teamchef Andre Sassetti im Frühjahr 1992, Bertaggia ein weiteres Mal zu verpflichten, nachdem dieser zusätzliche Sponsorengelder zu vermitteln bereit war; die FIA untersagte Andrea Moda allerdings einen erneuten Fahrerwechsel, sodass Andrea Moda bis zum endgültigen Ausschluss des Teams im September 1992 mit McCarthy und Moreno an den Start gehen musste.

## Weitere Karriere
1992 und 1993 fuhr Bertaggia einige Rennen in der Britischen Formel 3000-Meisterschaft. Ab 1994 konzentrierte er sich in erster Linie auf Sportwagenrennen. 1995 nahm er am 24-Stunden-Rennen von Le Mans teil. Mit dem Deutschen Frank Jelinski und dem US-Amerikaner Johnny Unser, dem Neffen von Al und Bobby Unser, teilte er sich das Steuer einer Callaway Corvette Supernaturel. Die Callaway Corvette war eine modifizierte Version der Chevrolet Corvette. Nach 24 Stunden Rennzeit belegte das Trio den neunten Gesamtrang und den zweiten Platz in der GT2-Klasse.

## Statistik

### Formel-1-Ergebnisse

#### Gesamtübersicht
| Saison | Team        | Chassis    | Motor                    | Rennen | Siege | Zweiter | Dritter | Poles | schn. Rennrunden | Punkte | WM-Pos. |
| ------ | ----------- | ---------- | ------------------------ | ------ | ----- | ------- | ------- | ----- | ---------------- | ------ | ------- |
| 1989   | Coloni SpA  | Coloni C3  | Ford Cosworth DFZ 3.5 V8 | 0      | –     | –       | –       | –     | –                | –      | –       |
| 1992   | Andrea Moda | Coloni C4B | Judd GV V10              | 0      | –     | –       | –       | –     | –                | –      | –       |

#### Einzelergebnisse
| Saison | 1 | 2 | 3 | 4 | 5 | 6 | 7 | 8 | 9 | 10   | 11   | 12   | 13   | 14   | 15   | 16 |
| ------ | - | - | - | - | - | - | - | - | - | ---- | ---- | ---- | ---- | ---- | ---- | -- |
| 1989   |   |   |   |   |   |   |   |   |   |      |      |      |      |      |      |    |
|        |   |   |   |   |   |   |   |   |   | DNPQ | DNPQ | DNPQ | DNPQ | DNPQ | DNPQ |    |
| 1992   |   |   |   |   |   |   |   |   |   |      |      |      |      |      |      |    |
| EX     |   |   |   |   |   |   |   |   |   |      |      |      |      |      |      |    |

| Legende  | Legende            | Legende                                                          |
| Farbe    | Abkürzung          | Bedeutung                                                        |
| -------- | ------------------ | ---------------------------------------------------------------- |
| Gold     | –                  | Sieg                                                             |
| Silber   | –                  | 2. Platz                                                         |
| Bronze   | –                  | 3. Platz                                                         |
| Grün     | –                  | Platzierung in den Punkten                                       |
| Blau     | –                  | Klassifiziert außerhalb der Punkteränge                          |
| Violett  | DNF                | Rennen nicht beendet (did not finish)                            |
| Violett  | NC                 | nicht klassifiziert (not classified)                             |
| Rot      | DNQ                | nicht qualifiziert (did not qualify)                             |
| Rot      | DNPQ               | in Vorqualifikation gescheitert (did not pre-qualify)            |
| Schwarz  | DSQ                | disqualifiziert (disqualified)                                   |
| Weiß     | DNS                | nicht am Start (did not start)                                   |
| Weiß     | WD                 | zurückgezogen (withdrawn)                                        |
| Hellblau | PO                 | nur am Training teilgenommen (practiced only)                    |
| Hellblau | TD                 | Freitags-Testfahrer (test driver)                                |
| ohne     | DNP                | nicht am Training teilgenommen (did not practice)                |
| ohne     | INJ                | verletzt oder krank (injured)                                    |
| ohne     | EX                 | ausgeschlossen (excluded)                                        |
| ohne     | DNA                | nicht erschienen (did not arrive)                                |
| ohne     | C                  | Rennen abgesagt (cancelled)                                      |
| ohne     | keine WM-Teilnahme |                                                                  |
| sonstige | P/fett             | Pole-Position                                                    |
| sonstige | 1/2/3/4/5/6/7/8    | Punktplatzierung im Sprint-/Qualifikationsrennen                 |
| sonstige | SR/kursiv          | Schnellste Rennrunde                                             |
| sonstige | *                  | nicht im Ziel, aufgrund der zurückgelegten Distanz aber gewertet |
| sonstige | ()                 | Streichresultate                                                 |
| sonstige | unterstrichen      | Führender in der Gesamtwertung                                   |

### Le-Mans-Ergebnisse
| Jahr | Team                 | Fahrzeug                       | Teamkollege    | Teamkollege  | Platzierung | Ausfallgrund |
| ---- | -------------------- | ------------------------------ | -------------- | ------------ | ----------- | ------------ |
| 1995 | Callaway Competition | Callaway Corvette Supernatural | Frank Jelinski | Johnny Unser | Rang 9      |              |